# Hemiodontidae
La famiglia Hemiodontidae comprende alcune decine specie di pesci d'acqua dolce, appartenenti all'ordine Characiformes.

## Distribuzione e habitat
Questi pesci sono originari delle acque dolci del Sudamerica.

## Specie
Alla famiglia sono ascritte 31 specie, suddivise in 5 generi:
- Genere Anodus
  - Anodus elongatus
  - Anodus orinocensis
- Genere Argonectes
  - Argonectes longiceps
  - Argonectes longiceps
- Genere Bivibranchia
  - Bivibranchia bimaculata
  - Bivibranchia fowleri
  - Bivibranchia notata
  - Bivibranchia simulata
  - Bivibranchia velox
- Genere Hemiodus
  - Hemiodus amazonum
  - Hemiodus argenteus
  - Hemiodus atranalis
  - Hemiodus goeldii
  - Hemiodus gracilis
  - Hemiodus huraulti
  - Hemiodus immaculatus
  - Hemiodus iratapuru
  - Hemiodus jatuarana
  - Hemiodus langeanii
  - Hemiodus microlepis
  - Hemiodus orthonops
  - Hemiodus parnaguae
  - Hemiodus quadrimaculatus
  - Hemiodus semitaeniatus
  - Hemiodus sterni
  - Hemiodus ternetzi
  - Hemiodus thayeria
  - Hemiodus tocantinensis
  - Hemiodus unimaculatus
  - Hemiodus vorderwinkleri
- Genere Micromischodus
  - Micromischodus sugillatus